# Gatans parlament - om politiska våldsverkare i Sverige
Gatans parlament - om politiska våldsverkare i Sverige är en bok från 2006 av Anna-Lena Lodenius. Boken handlar om politiskt våld inom höger- och vänsterextrema grupper. Den är utgiven av Ordfront. ISBN 91-7037-275-6.